# 송도교육로
송도교육로(Songdogyoyuk-ro)는 인천광역시 연수구 송도동에 있는 도로로, 총 연장은 1.270 km이다. 도로의 명칭이 유래된 것은 초.중.고.대학교 등의 교육기관을 반영하였기 때문이다.

## 역사
- 2012년 5월 22일 : 도로명으로 송도교육로를 고시

## 주요 경유지
- 연수구
  - 송도동

## 접촉하는 도로
- 송도바이오대로

## 주요 건물 및 시설
- 인천송명초등학교 (송도교육로 19/송도동 191-5)
- 인천첨단초등학교 (송도교육로 20/송도동 192-3)
- 능허대중학교 (송도교육로 31/송도동 191-10)
- 송도노인복지관 (송도교육로 61/송도동 194-2)
- 송도3동주민센터 (송도교육로 63/송도동 194-2)
- 삼성바이오에피스 (송도교육로 76/송도동 198-7)
- 인천송도꿈유치원 (송도교육로 79/송도동 194-8)